# V702 Возничего
V702 Возничего (лат. V702 Aurigae) — двойная затменная переменная звезда типа W Большой Медведицы (EW) в созвездии Возничего на расстоянии приблизительно 3082 световых лет (около 945 парсеков) от Солнца. Видимая звёздная величина звезды — от +14,78m до +14,38m. Орбитальный период — около 0,3341 суток (8,0191 часов).

## Характеристики
Первый компонент — оранжево-жёлтая звезда спектрального класса K-G. Радиус — около 1,49 солнечного, светимость — около 1,263 солнечной. Эффективная температура — около 5010 K.
Второй компонент — оранжево-жёлтая звезда спектрального класса K-G.